# Sisymbrella dentata
Sisymbrella dentata är en korsblommig växtart som först beskrevs av Carl von Linné, och fick sitt nu gällande namn av Otto Eugen Schulz. Sisymbrella dentata ingår i släktet Sisymbrella och familjen korsblommiga växter. IUCN kategoriserar arten globalt som starkt hotad. Inga underarter finns listade i Catalogue of Life.